# Rob Cross (fléchettes)

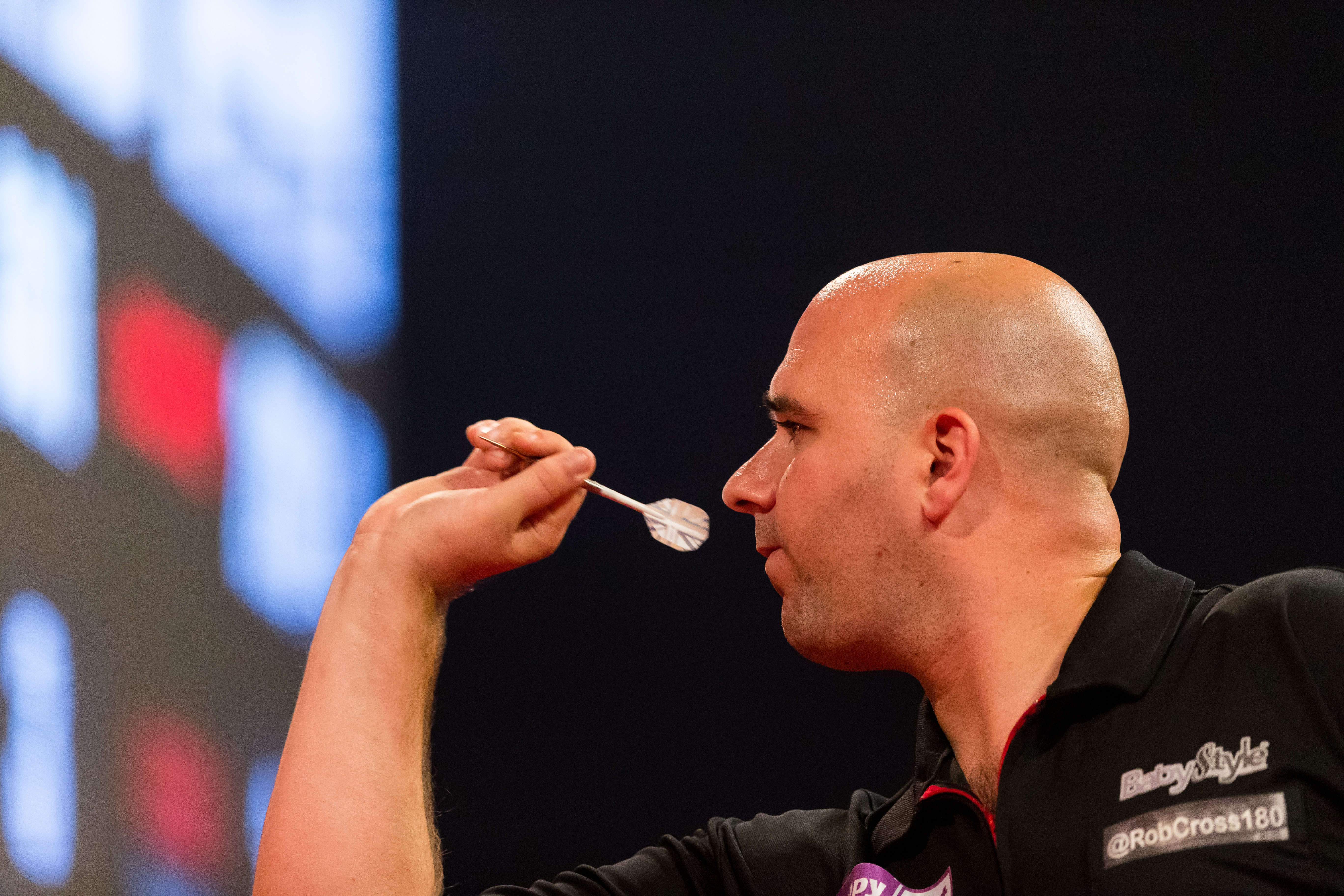
Rob Cross aux fléchettes.

Robert “Voltage” Cross (né le 21 septembre 1990) est un joueur professionnel de fléchettes anglais qui évolue dans la Professional Darts Corporation, où il est le champion du Championnat du Monde PDC de fléchettes, à la suite de sa victoire sur Phil Taylor en janvier 2018. Rob Cross a remporté le Championnat du Monde à sa première participation, étant passé professionnel moins de 11 mois avant l'événement.

## Carrière BDO

### 2015
En octobre 2015, Cross a tenté de se qualifier pour le Championnat du monde de fléchettes BDO 2016, où il a été éliminé par Tony Martin. Il a également concouru dans les World Masters 2015, perdant contre Darius Labanauskas.

## Carrière PDC

### 2016
Cross a participé à l'UK Open (en) en tant que qualifié amateur, atteignant les seizièmes de finale avant de s'incliner face au numéro un mondial Michael van Gerwen, qui a terminé par une manche en neuf fléchettes. Par la suite, il a participé au PDC Challenge Tour, remportant trois des 16 épreuves et remportant finalement l'Ordre du Mérite, ce qui lui a valu une carte de tour pour le PDC Pro Tour 2017,.

### 2017
Lors du UK Open de 2017, Cross a atteint le cinquième tour avant d'être éliminé par Peter Wright. La semaine suivante, il remporte son premier titre PDC en battant Mervyn King 6-5 dans la finale du troisième Players Championship. Sa première année sur le Tour s'est poursuivie en remportant sa 12e compétition avec une victoire de 6-5 sur Ian White, qui a manqué cinq fléchettes pour le titre. Cross a ensuite battu Peter Wright 6-2 dans le Players Championship 19 à Dublin et a rapidement ajouté un 4e Players Championship (PC21) à son palmarès avec une victoire de 6-3 contre Adrian Lewis pour entrer dans le top 32 mondial pour la première fois.
Cross a atteint la finale de deux épreuves dans l'European Tour PDC 2017, le German Darts Grand Prix et le European Darts Trophy, perdant les deux fois contre Michael van Gerwen. Il atteint sa première finale en octobre lors du Championnat d'Europe 2017, perdant à nouveau contre van Gerwen.

### 2018
Cross a fait ses débuts au Championnat du Monde en 2018 en tant que 20e tête de série, atteignant la finale contre Phil Taylor après les victoires contre Seigo Asada, Michael Smith (dans lequel Cross a survécu à deux fléchettes de match), John Henderson, Dimitri Van den Bergh et Michael van Gerwen (dans lequel Cross a survécu à six fléchettes de match). En finale, il a battu Taylor, qui avait déjà annoncé qu'il se retirerait après le tournoi, 7-2.	Il est le seul homme dans l'histoire du jeu à avoir survécu à des fléchettes de match dans deux tours différents et à avoir remporté le titre mondial. En remportant son premier championnat du monde, il a terminé au troisième rang de l'Ordre du Mérite du PDC à la fin de sa première saison sur le circuit professionnel.

## Résultats aux Championnats Du Monde

### PDC
- 2018: Vainqueur (victoire contre Phil Taylor 7-2)

## Performances par année
| Tournoi                     | 2016 | 2017 | 2018 |
| --------------------------- | ---- | ---- | ---- |
| PDC World Championship      | NP   | NP   | V    |
| The Masters                 | NP   | NP   |      |
| UK Open                     | 4T   | 5T   |      |
| Premier League Darts        | NP   | NP   |      |
| World Matchplay             | NP   | 2T   |      |
| World Grand Prix            | NP   | 1T   |      |
| Championnat D'Europe        | NP   | F    |      |
| Grand Slam of Darts         | NP   | QF   |      |
| Players Championship Finals | NP   | DF   |      |

| Légende | Légende              | Légende | Légende                                  | Légende | Légende                  |
| ------- | -------------------- | ------- | ---------------------------------------- | ------- | ------------------------ |
| NP      | Non Participation    | #T      | perdu dans les premiers tours du tournoi | QF      | perdu en quart de finale |
| DF      | perdu en demi-finale | F       | perdu en finale                          | V       | a remporté le tournoi    |

## Finales en carrière

### PDC finales majeures: 2 (1 titre, 1 défaite)
| Légende                    |
| Championnat Du Monde (1-0) |
| Autres (0-1)               |

| Résultat | Pas de. | Année | Championnat              | Adversaire en finale | Score             | Réf.  |
| Perdant  | 1.      | 2017  | European Championship    | Michael van Gerwen   | De 7 à 11 ans (l) |       |
| Gagnant  | 1.      | 2018  | World Darts Championship | Phil Taylor          | 7-2 (s)           | [ 4 ] |

## Vie personnelle
Rob Cross était électricien avant de devenir professionnel. Son surnom, "Voltage", vient de son ancienne profession. Il a trois enfants.